# Tiếng Livonia
Tiếng Livonia (tiếng Latvia: līvõ kēļ hay rāndakēļ) là một ngôn ngữ Finn. Đây là một ngôn ngữ tuyệt chủng, người cuối cùng nói tiếng Livonia như tiếng mẹ đẻ đã mất năm 2013. Nó có quan hệ gần với tiếng Estonia. Khu vực bản địa của Người Livonia là bờ biển Livonia, phía bắc của bán đảo Kurzeme, tại Latvia.
Vài người Livonia đang học ngôn ngữ này với mục đích phục hồi nó, nhưng vì người Livonia là một dân tộc nhỏ, nên cơ hội để dùng tiếng Livonia bị hạn chế. Tờ báo Estonia Eesti Päevaleht từng thông báo sai rằng Viktors Bertholds, người đã mất vào 28 tháng 2 năm 2009, là người nói tiếng Livonia bản ngữ cuối cùng. Tuy nhiêu, có người cho rằng, một số người nói tiếng bản ngữ còn sót lại, trong đó có Grizelda Kristiņa. Kristiņa mất năm 2013. Một bài viết công bố bởi Tổ chức các Ngôn ngữ bị Đe dọa năm 2007 ghi nhận rằng chỉ có 182 người Livonia và sáu người trong đó nói được tiếng bản ngữ.
Ngôn ngữ này được dạy ở các trường đại học ở Latvia, Estonia và Phần Lan, giúp làm tăng số lượng người nói tiếng Livonia như ngôn ngữ thứ hai.

## Lịch sử
Vào thế kỷ XIX, khoảng 2.000 vẫn nói tiếng Livonia; năm 1852, số người Livonia là 2.394. Nhiều sự kiện lịch sử đã dẫn đến sự tuyệt chủng của nó:
- Thế kỷ XIII, 30.000 người nói tiếng Livonia.[9]
- Sự xâm lược của người German: khoảng năm 1200, Anh em kiếm sĩ Livonia và hiệp sĩ Teuton chinh phục Livonia, dẫn đến sự cạnh trang giữa các thế lực này và Đất Tổng giám mục Riga.
- 1522: Sự xuất hiện của cải cách.
- 1557: Sự xâm lược của Nga.
- 1558-1583: Chiến tranh Livonia. Người Nga, người Thụy Điển, người Đan Mạch, người Litva và người Ba Lan tranh giành nhau Livonia.
- 1721: Hiệp ước Nystad. Livonia và Kurzeme trở thành các tỉnh của Đế quốc Nga.
- 1918: Thành lập Latvia; tiếng Livonia tái phổ biến.
- Chiến tranh thế giới thứ II và Liên Xô: Cách ly hóa tiếng Livonia.
- Tuyệt chủng ngày 6 tháng 6 năm 2013.

Tổ tiên người Livonia định cư ở Livonia vào nửa đầu của thiên niên kỷ một trước Công Nguyên, có lẽ dọc theo sông Daugava. Thể kỷ 13, họ sinh sống tại những hạt của Estonia như Alempois, Jogentagana Järva, Läänemaa, Mõhu, Nurmekund, Sakala, Ugandi, và Vaiga tại phía bắc, và cạnh sông Daugava tại phía nam. Sự định cư của người Livonia tại Curonia cũng bắt đầu lúc này. Những vùng đất của người Livonia bị thế lực Hiệp sĩ Teuton chiếm. Cuộc xâm lược này dẫn với sự sụt giảm nghiêm trong số người nói tiếng Livonia, toàn bộ đất của người Livonia có người Latvia sinh sống, khiến tiếng Latvia dần lấn át tiếng Livonia. Ước tính rằng vào thời gian người German xâm lược, có 30.000 người Livonia. Vào thế kỷ XIX, số người nói giọng Kurzeme được ước tính như sau: 2.074 năm 1835, 2.324 năm 1852, 2.390 năm 1858, 2.929 năm 1888. Theo điều tra dân số Liên Xô năm 1989, có 226 người Livonia, và một nửa họ nói tiếng Livonia.

## Ngữ âm

### Nguyên âm
Tiếng Livonia có 8 nguyên âm:
|          | Trước | Giữa  | Sau   |
| -------- | ----- | ----- | ----- |
| Đóng     | i /i/ | õ /ɨ/ | u /u/ |
| Nửa đóng |       |       | ȯ /ʊ/ |
| Nửa mở   | e /ɛ/ | [ə]1  | o /o/ |
| Mở       | ä /æ/ |       | a /ɑ/ |

1. /ɨ/ không nhấn thì trở thành [ə].

Tất cả nguyên âm có thể dài hoặc ngắn. Nguyên âm ngắn được viết như bản trên; nguyên âm dài được thêm dấu "ˉ" ở trên, ví dụ, [æː] = ǟ. Hệ thống nguyên âm đáng chú ý ở điểm có stød giống như tiếng Đan Mạch.

### Phụ âm
Tiếng Livonia có 23 phụ âm:
|          |           | Môi   | Răng  | Vòm    | Ngạc mềm | Thanh hầu |
| -------- | --------- | ----- | ----- | ------ | -------- | --------- |
| Mũi      | Mũi       | m /m/ | n /n/ | ņ /ɲ/  | [ŋ]1     |           |
| Tắc      | vô thanh  | p /p/ | t /t̪/ | ț /c/  | k /k/    |           |
| Tắc      | hữu thanh | b /b/ | d /d̪/ | ḑ /ɟ/  | g /ɡ/    |           |
| Xát      | vô thanh  | f /f/ | s /s/ | š /ʃ/  |          | h /h/     |
| Xát      | hữu thanh | v /v/ | z /z/ | ž /ʒ/  |          |           |
| Rung     | Rung      |       | r /r/ | ŗ /rʲ/ |          |           |
| Tiếp cận | giữa      |       |       | j /j/  |          |           |
| Tiếp cận | bên       |       | l /l/ | ļ /ʎ/  |          |           |

/n/ trở thành [ŋ] khi đứng trước /k/ hay /ɡ/.

## Bảng chữ cái
Bảng chữ cái Livonia kết hợp giữa bãng chữ cái của Latvia và Estonia.
A/a, Ā/ā, Ä/ä, Ǟ/ǟ, B/b, D/d, Ḑ/ḑ, E/e, Ē/ē, F/f, G/g, H/h, I/i, Ī/ī, J/j, K/k, L/l, Ļ/ļ, M/m, N/n, Ņ/ņ, O/o, Ō/ō, Ȯ/ȯ, Ȱ/ȱ, Õ/õ, Ȭ/ȭ, P/p, R/r, Ŗ/ŗ, S/s, Š/š, T/t, Ț/ț, U/u, Ū/ū, V/v, Z/z, Ž/ž

## Một số câu và từ thường dùng
- Xin chào! – Tēriņtš!
- Chúc ngon miệng! – Jõvvõ sīemnaigõ!
- Chào buổi sáng! – Jõvā ūomõg! / Jõvvõ ūomõgt!
- Một ngày tốt lành! – Jõvā pǟva! / Jõvvõ päuvõ!
- Chào buổi tối! – Jõvvõ īedõ!
- Cảm ơn! – Tienū!
- Chúc mừng năm mới! – Vȯndzist Ūdāigastõ!
- một – ikš
- hai – kakš
- ba – kuolm
- bốn – nēļa
- năm – vīž
- sáu – kūž
- bảy – seis
- tám – kōdõks
- chín – īdõks
- mười – kim